# Folke Algotsson (skådespelare)
Folke Algotsson, född Carl Folke Gustafsson den 1 april 1900 i Torsås församling, Kalmar län, död den 9 september 1966 i Högalids församling, Stockholm, var en svensk tecknare och skådespelare.

## Filmografi
- 1931 – En natt
- 1939 – Adolf i eld och lågor
- 1939 – Panik
- 1939 – Hennes lilla Majestät
- 1939 – Valfångare
- 1939 – Oss baroner emellan
- 1939 – Landstormens lilla Lotta
- 1940 – Blyge Anton
- 1940 – Alle man på post
- 1940 – Beredskapspojkar
- 1940 – Karusellen går
- 1940 – Kronans käcka gossar
- 1940 – Stål
- 1941 – Lärarinna på vift
- 1941 – Nygifta
- 1941 – Fröken Kyrkråtta
- 1941 – Livet går vidare
- 1943 – Kungsgatan
- 1943 – I mörkaste Småland
- 1943 – Vi mötte stormen
- 1944 – Flickan och Djävulen
- 1944 – Den osynliga muren
- 1944 – På farliga vägar
- 1945 – Brott och Straff
- 1945 – Rosen på Tistelön
- 1945 – 13 stolar
- 1945 – Sextetten Karlsson
- 1949 – Hur tokigt som helst
- 1952 – Adolf i toppform